# Зубченко Гаврило Леонтійович
Гаврило Леонтійович Зубченко (*1859, Ковалівка — †?) — депутат Державної думи Російської імперії першого скликання від Київської губернії.

## Життєпис
Народився 1859 року у селі Ковалівка (Ковалівської волості Васильківського повіту) у родині заможного селянина з козаків Леонтія Зубченка. Був волосним старшиною. У 1911 році був обраний уповноваженим від Ковалівки у справі організації освіти.
22 квітня 1906 року його обрали депутатом Державної думи першого скликання. Входив у Трудову групу. Був активним учасником Української думської громади. Член Аграрної комісії. Підписав законопроєкти: «Про громадянську рівність», аграрний законопроєкт «33-х». 5 (18) червня виступив з аграрного питання, на завершення пристрасної промови зазначив: «Я, панове, стверджую: наше безземельне селянство у відчаї, жити йому неможливо, і воно не дасть життя іншим». Також засудив Білостоцький погром (єврейський погром у Білостоці Гродненської губернії 1-3.06.1906, понад 70 убитих).
Історик Дмитро Дорошенко у «Моїх споминах про давнє минуле (1910–1914 роки)» згадує про зустріч із Гаврилом Леонтійовичем у Петербурзі: «Мене, як і всіх нас, найбільше цікавили українські посли-селяни, серед яких, як я вже чув, були дуже розумні, інтелігентні й свідомі національно діячі. Скоро я дістав нагоду пізнати їх ближче. Редакція „Украинского вестника“ задумала зробити анкету: як дивляться українські посли-селяни на земельну справу. Мені було доручено відвідати кожного з них. /…/ я пішов до Гаврила Зубченка. Це була вже старша людина, волосний старшина (війт) з Київщини. Коли я поставив йому ціль своєї візити, він сказав: „Добре, я вам зразу напишу, пождіть, якщо маєте час“. Я згодився, але подумав: „Що він понаписує? Мабуть, буде сила помилок!“ Писати треба було російською мовою. В гостях у Зубченка я застав гостя — селянського посла з Київщини Степана Тарана і розмовляв з ним, а Зубченко писав, раз у раз вкидаючи якесь слово до розмови. На моє диво, Зубченко вернув мені за якихось півгодини листок, писаний доброю російською літературною мовою, з дуже цікавим оригінальним змістом. Редакції не довелося робити ніяких поправок, і рукопис був зданий безпосередньо до друкарні».
10 липня 1906 року у місті Виборзі Гаврило Зубченко підписав знамениту Виборзьку відозву. Був засуджений за ст. 129, ч.1, п.п. 51 і 3 Карного Уложення на 3 місяці позбавлення волі без подальшого права бути вибраним.
За непідтвердженими даними, після відбуття покарання Гаврило Зубченко емігрував до Канади, але 1917 року повернувся до України. У будь-якому разі, його доля залишається невідомою. Цілком можливо, що він міг бути одним із тих Зубченків, чиї імена значаться у Мартиролозі жертв Голодомору 1932–1933 років у Ковалівці

## Рід Зубченків
Старовинний український козацький рід Київщини. З нього вийшло чимало цікавих представників.
Наприклад, племінник Гаврила Зубченка — Оксентій Оксентійович Зубченко — був представником Васильківської земської повітової управи, голова шкільного комітету в Ковалівці.
У сімейних спогадах Мирон Васильченко, родич Зубченків, учитель та директор школи з сусіднього села Паляниченці, пише про це: «Уся сім'я Зубченків користувалась великою пошаною не тільки в Ковалівці, а й далеко за її межами. (…) Якщо Гаврило Леонтієвич добився відкриття у Ковалівці двокласної школи, то Оксень Оксентійович добився, що в Ковалівці року 1913-го було збудовано велике, чудове приміщення для початкової школи і будинок для життя вчителів. Трохи згодом при наявності таких приміщень (яких мало було на всю Київську губернію) у Ковалівці було відкрито Вищу початкову школу, яку і я закінчив року 1916-го». (З приватного архіву Юлії Стахівської: спогади її прадіда Мирона Васильченка «Моя автобіографія (семейна хроніка)» написані в 1977-78 роках. Мирон Васильченко був одружений із Ганною Оксентіївною Зубченко).
Його син — Олександр Оксентійович Зубченко — кандидат сільськогосподарських наук. Був приятелем Григорія Косинки, про якого залишив спогади «Славний мій земляче» у книзі «Григорій Косинка: Гармонія. Оповідання. Публіцистика. Спогади про Григорія Косинку» (К.,1988). Батько відомої української художниці-шістдеятниці Галини Зубченко.
У спогадах про художницю її учень, художник Василь Корчинський, зокрема так згадує про її батька Олександра: "…Народилася Галина Олександрівна в Києві, по вулиці Великий Житомирській. У столичному центрі й проходило її дитинство − в будинку діда по матері, священика Андрія Скрипчинського. Глибоко впливали на світогляд майбутньої художниці батьки, що добре знали й шанували українське мистецтво, мали невеличку, але добре підібрану книгозбірню. Батько, Олександр Зубченко, гарно малював, деякий час навчався у Василя Кричевського, добре знав бойчукістів, шанував їх. Першим наставником і вчителем у маленької Галини став Охрім Кравченко − він часто гостював у родині Зубченків.(…)
«…Народжена 1929 року, Галина Зубченко набачилась і пережила чимало: великі святкові помпезні маніфестації, водночас − руйнація церков, голодні опухлі селяни на вулицях міста, арешти і таємні зникнення людей, нищення української мови і примусове впровадження російської. Її діда, священика Андрія Скрипчинського, заарештовують, другого діда, Овксентія Зубченка, розкуркулюють.(…)»
Інший син Оксентія Зубченка — Ювеналій Зубченко, колезький секретар, працював ревізором у Києві.
Також вихідцем із цієї родини був Данило Зубченко — український військовий, про якого згадано у списках другого тому «Офіцерського корпуму Армії УНР (1917–1921)» Ярослава Тинченка. Народився він 10.12.1899 у с. Паляниченці, Київщина), у 1929 р. закінчив хіміко-технологічний відділ Української господарської академії.